# Deborah Jeanne Rowe
Deborah Jeanne  „Debbie“ Rowe (* 6. Dezember 1958 Spokane, Washington) ist eine US-amerikanische Arzthelferin, die durch ihre Ehe mit dem Popmusiker Michael Jackson bekannt wurde, mit dem sie zwei Kinder hat.

## Jugend und erste Ehe
Rowe wurde 1958 in Washington, D.C. als Tochter von Barbara Chilcutt und Gordon Rowe geboren. Ihre Eltern ließen sich wenige Wochen vor ihrem zweiten Geburtstag scheiden. Sie wurde von ihrer Mutter, ihren Tanten und ihrer Großmutter mütterlicherseits aufgezogen.
1982 heiratete Rowe Richard Edelman und konvertierte zum Judentum. Das Paar ließ sich 1988 scheiden.

## Beziehung zu Michael Jackson
Rowe traf Michael Jackson, als sie als Assistentin in Arnold Kleins dermatologischer Praxis arbeitete, wo Jackson wegen Vitiligo behandelt wurde. Jackson habe ihr gesagt, dass er befürchtete, nach seiner Scheidung von Lisa Marie Presley 1996 vielleicht nie Vater zu werden. Rowe, die seit vielen Jahren sein Fan war, schlug vor, seine Kinder zur Welt zu bringen.

### Kinder und Ehe
1996 wurde bekannt, dass Rowe schwanger war, und die beiden heirateten am 14. November 1996 in Sydney. Sie brachte am 13. Februar 1997 im Cedars-Sinai Medical Center in Los Angeles Michael Joseph Jackson Jr. zur Welt, der später den Spitznamen Prince erhielt. Im nächsten Jahr bekam sie eine Tochter, Paris Jackson. Rowe gab später an, dass sie künstlich befruchtet worden sei und nie Sex mit Jackson gehabt habe. Jackson übernahm die volle Verantwortung für die Erziehung der Kinder.

### Scheidung
Rowe, die sich selbst als Privatperson bezeichnete und fast nie Interviews gab, wurde von der Publicity überwältigt, die mit der Ehe mit Jackson einherging. Das Paar ließ sich am 8. Oktober 1999 scheiden, und Rowe übertrug Jackson das volle Sorgerecht für die Kinder. Sein Testament sieht vor, dass das Sorgerecht im Falle seines Todes auf seine Mutter Katherine Jackson übertragen wird. Rowe erhielt eine Abfindung in Höhe von acht Millionen US-Dollar und ein Haus in Beverly Hills. Gerichtsdokumente deuteten darauf hin, dass sie einen Ehevertrag unterzeichnet hatte und nach kalifornischem Recht keine gleichmäßige Aufteilung des Gemeinschaftseigentums erhalten sollte.
2001 gab Rowe ihre elterlichen Rechte an beiden Kinder auf. 2004, nachdem Jackson wegen Kindesmissbrauchs in zehn Fällen angeklagt worden war, ging sie vor Gericht, um die Entscheidung aufheben zu lassen. Laut der Jewish Telegraphic Agency strebte die Jüdin Rowe die Umkehrung an, weil sie befürchtete, dass das Kindermädchen und einige von Jacksons Geschwistern die Kinder den Lehren des Islams aussetzen würden. In Gerichtsdokumenten aus dem Jahr 2005 wurde festgestellt, dass „Deborah, weil sie Jüdin ist, befürchtete, dass die Kinder misshandelt werden könnten, wenn Michael die Verbindung fortsetzte.“  Im Fall People v. Jackson erklärte sie 2005, dass ihr begrenzte Besuche bei ihren Kindern gewährt worden seien, alle 45 Tage für acht Stunden.
2005 verkaufte Rowe ihr Haus in Beverly Hills für 1,3 Millionen Dollar und kaufte eine Ranch in Palmdale. 2006 verklagte sie Jackson auf eine sofortige Zahlung von 195.000 Dollar und eine Zahlung von 50.000 Dollar, um einen Sorgerechtsfall zu verfolgen. Jackson wurde angewiesen, ihr 60.000 Dollar an Anwaltskosten zu zahlen.

## Nach Jacksons Tod
Nach Jacksons Tod am 25. Juni 2009 gab Rowe über ihren Anwalt Erklärungen ab, um eine Reihe von Klatschberichten zu dementieren, darunter solche, dass sie nicht die biologische Mutter der Kinder sei und sie versuche, ihre elterlichen Rechte für Geld auszuhandeln. Im Juli 2009 reichte sie eine Klage wegen Verleumdung und Verletzung der Privatsphäre gegen eine Quelle ein, die angebliche private E-Mails an die Fernsehnachrichtensendung Extra übergeben hatte, und am 3. März 2010 war sie mit dieser Klage erfolgreich. Sie erhielt 27.000 Dollar Schadenersatz, obwohl sie ursprünglich 500.000 Dollar gefordert hatte. Im August 2009 erreichte Rowe eine Einigung mit Katherine Jackson, die Vormund der Kinder ist, nach der Rowe das Recht auf überwachte Besuche hat.
Im April 2014 gab Rowe bei Entertainment Tonight bekannt, dass sie mit dem Musikproduzenten und ehemaligen Neverland Ranch-Videofilmer Marc Schaffel verlobt sei, der mit Jackson an dem Song What More Can I Give gearbeitet hatte. Schaffel war der einzige Jackson-Mitarbeiter, dem nach ihrer Scheidung 1999 der Besuch bei Rowe gestattet worden war, und er hatte ihr bei gesundheitlichen Problemen geholfen. 2016 wurde bei Rowe Brustkrebs diagnostiziert. Sie lebt in Palmdale.